# Brist
Brist är en turistort vid dalmatiska kusten i Kroatien. Den ligger mellan Makarska och Ploče, i Split-Dalmatiens län och har 435 invånare (2001). Brist ligger i närheten av Gradac och Podaca. Från byn är det cirka 30 km till Makarska och cirka 15 km till Ploče. Mladen Veża, är en känd konstnär från byn Brist.